# Ryūō, Shiga
Ryūō (竜王町 Ryūō-chō) là thị trấn thuộc huyện Gamō, tỉnh Shiga, Nhật Bản. Tính đến ngày 1 tháng 10 năm 2020, dân số ước tính thị trấn là 11.789 người và mật độ dân số là 260 người/km2. Tổng diện tích thị trấn là 44,55 km2.